# Тамаково (Кировская область)
Тамаково — деревня в составе Матвинурского сельского поселения Санчурского района Кировской области России.

## География
Находится в юго-западной части Кировской области. Расположена на левом берегу реки Мамокши в километре от административного центра и в 20 км от районного.

## Название
С тюркского наречия «тамак» переводится как устье, проток, речка, что соответствует расположению деревни на берегу реки и недалеко от устья другой реки Шердыш, впадающей в Мамокшу.

## История
Первым поселением в этих местах была деревня Тамаково. Потом переселенцы (возможно выходцы из деревни) образовали на противоположном берегу слободу, к которой перешло название слобода Тамаково. После постройки в слободе Спасской церкви (1859—1879 гг.) и образования прихода слобода получила статус села и название село Тамаково (слобода). Рядом со слободой на равнинном месте располагалась деревня Матвинур, которая быстро росла по численности и количеству дворов. В народе название села Тамаково не прижилось, а деревню Матвинур стали называть селом. Хотя территориально церковь находилась в селе Тамаково (слободе). Точной даты основания деревни Тамаково не известно. Скорее всего не позднее первой половины XVIII века. В 1770 году в деревне на средства прихожан была построена часовня во имя иконы Пресвятой Богородицы «Всех скорбящих радость». При советской власти часовня использовалась для хозяйственных нужд и почти полностью разрушилась. В настоящее время (2016) часовня восстановлена.

## Население
| Годы      | 1926 | 2010 |
| --------- | ---- | ---- |
| Население | 394  | 47   |